# Паравольфрамати
Паравольфрамат — аніон з формулою [W12O42]12-. Солі, отримані з цього аніона також називаються паравольфраматами. Термін також відноситься до протонованих похідних цього аніона, включаючи [H2W12O42]10-. Паравольфрамат амонію (або APT), (NH4)10[H2W12O42] є ключовим проміжним продуктом збагачення вольфрамових руд.

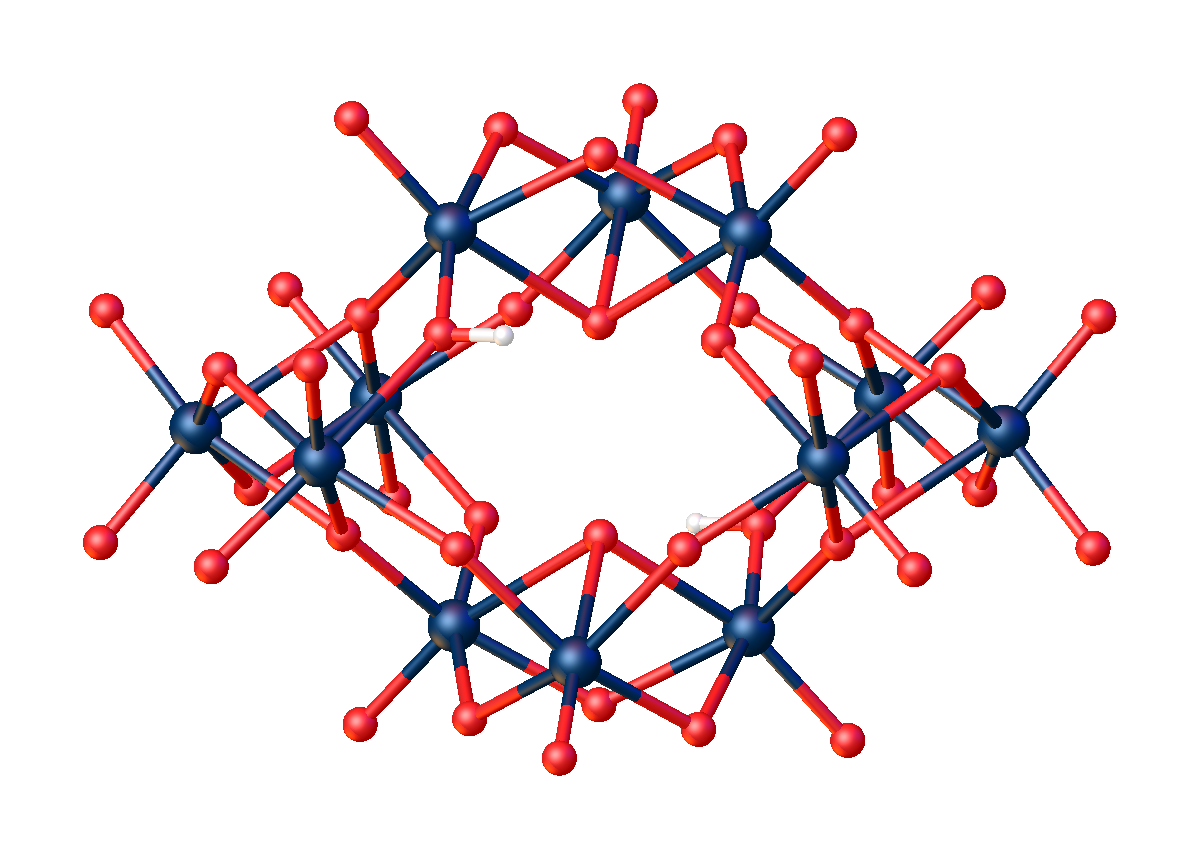
Структура паравольфрамату [H_{2}W_{12}O_{42}^{10-}, що демонструє його відносно низьку симетрію.

Сіль (NH4)10(W12O42)·4H2O охарактеризована за допомогою рентгеноструктурного аналізу.
Непротонований аніон [W12O42]12- має симетрію C2h.